# 多利納 (紹斯特卡區)
51°47′24″N 33°45′23″E / 51.79000°N 33.75639°E
多利納（烏克蘭語：Долина）是位於烏克蘭東北部的村莊，由蘇梅州紹斯特卡區的貝雷扎市鎮負責管轄。該村處於波努爾卡河源頭，距離斯洛烏特3公里，海拔高度175米，2001年人口21。